# Onthophagus funebris
Onthophagus funebris är en skalbaggsart som beskrevs av Antoine Boucomont 1919. Onthophagus funebris ingår i släktet Onthophagus och familjen bladhorningar. Inga underarter finns listade i Catalogue of Life.